# Neil Strauss
Neil Darrow Strauss, med pseudonymerna Style och Chris Powles, född 1973 i Chicago i Illinois, är en amerikansk journalist och författare.
Strauss skriver för bland annat The New York Times. Strauss är mest känd för boken Spelet, där han behandlar ämnet raggning ur ett manligt perspektiv. Strauss var aldrig populär bland tjejer när han växte upp och han hade aldrig tur i kärlek. Spelet handlar om hur han i sällskap av likasinnade lär upp sig till att bli raggningsexpert med målet att få ha sex med så många och så attraktiva kvinnor som möjligt.
Han lär ut olika sätt att manipulera människor och få dem att känna sig speciella och utvalda utan att man egentligen för den skull behöver tycka speciellt mycket om personen eller respektera henne. Innan Spelet kom ut hade han skrivit ett antal bästsäljande biografier om artister och skådespelare.
Tio år efter Spelet publicerats släppte Strauss The Truth. I den boken gör han upp med vad han beskriver som ett sexmissbruk. Jakten på kvinnor som beskrivs i Spelet menar han hade alltid handlat om hans dåliga självförtroende.